# ウィリアム・レッグ (イングランド将校)

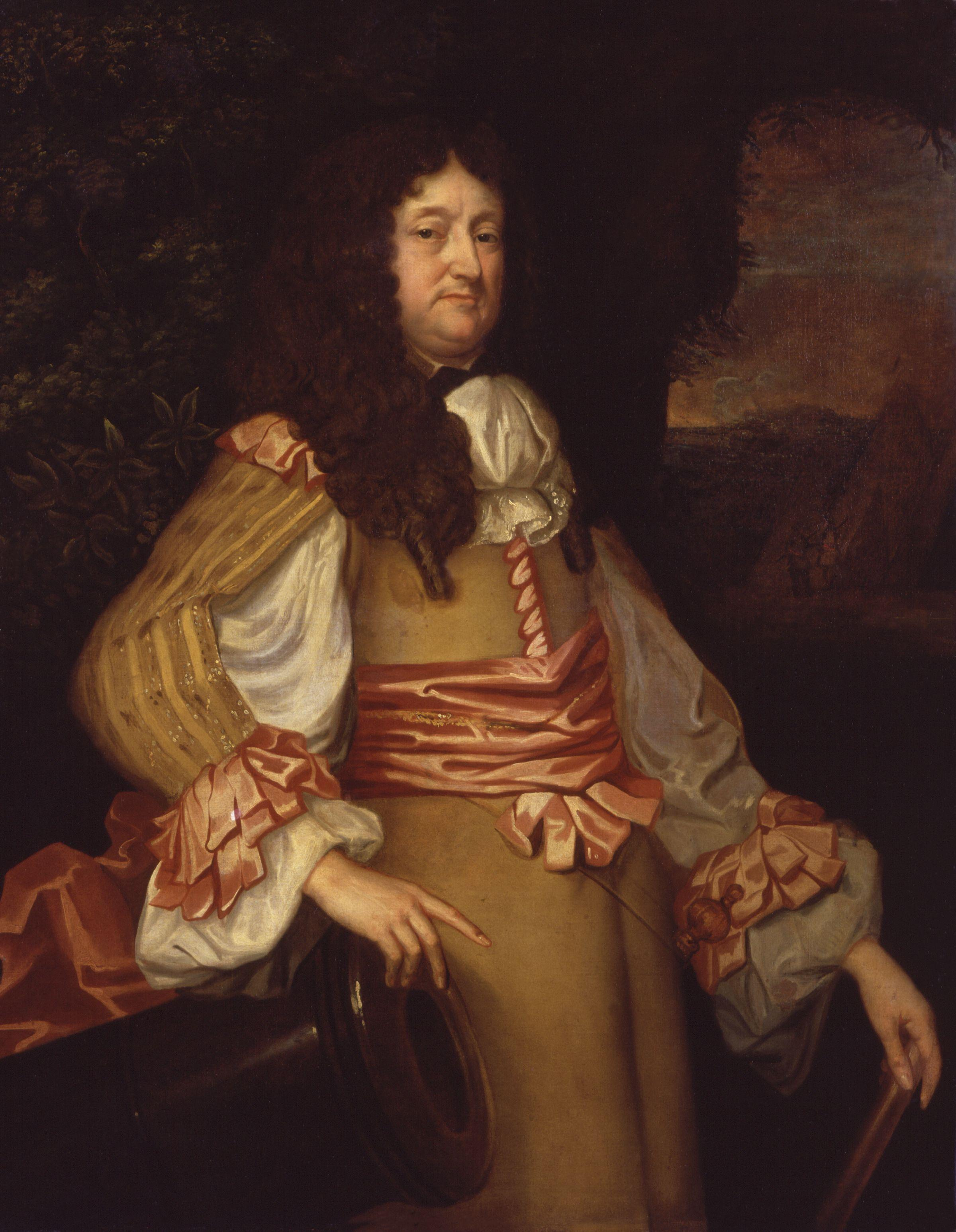
ヤコブ・ユイスマンスによる、ウィリアム・レッグの肖像。

ウィリアム・レッグ（William Legge, 1608年 - 1670年10月13日）は、イングランドの軍人。清教徒革命（イングランド内戦）期の王党派（騎士党）の陸軍将校で、プリンス・ルパート・オブ・ザ・ライン（カンバーランド公）の側近であった。王政復古後には庶民院議員を務めた。

## 生涯

### 王党派の軍人
レッグの父エドワード・レッグ（Edward Legge）は、親戚であるマウントジョイ男爵チャールズ・ブラウント（en、後のデヴォンシャー伯爵）の影響力によってアイルランド南部マンスター地方の副総裁を務めており、母メアリー（Mary）は、キルデア県モイ渓谷（en）のパーシー・ウォルシュ（Percy Walsh）の娘であった。父は1616年に死去し、レッグは祖父であるダンビー伯爵ヘンリー・ダンヴァース（en）によってイングランドへ移された。その後レッグは大陸ヨーロッパで軍務の経験を積んだ。
1638年8月7日、レッグはニューカッスルとハルの城塞化の状況を調査し、両都市に攻勢をかけるよう命じられた。その後准男爵ジョン・ホッタム（en）に代えてレッグをハルの司令官とする提案が出された際には、ストラフォード伯爵トマス・ウェントワースが強硬に反対した。結局、レッグは造兵廠長官（master of the armoury）に任じられ、第1次主教戦争の際には兵站部副官（lieutenant of the ordnance）を務めた。
1641年春、レッグは、議会に対抗して国王チャールズ1世を支援するために陸軍を動かそうとする陰謀（陸軍陰謀事件）に巻き込まれた。レッグは5月18日に発覚した第1次陸軍陰謀事件に関連して証人として調査を受けたが、この件には深くは関わっていなかった。しかし数週間後、国王の信任を得たレッグは、議会派（円頂党）の指導者たちを厳しく非難する請願に陸軍関係者の署名を集め、いわゆる第2次陸軍陰謀事件において主導的な役割を果たした。1642年1月、国王はハルの奪還を目指し、ニューカッスル伯（後のニューカッスル公）ウィリアム・キャヴェンディッシュを総督に任じ、レッグを派遣してハルを制圧させようとしたが、この試みは失敗に終わった。

### イングランド内戦期
翌1642年に第一次イングランド内戦（1642年 - 1646年）が勃発し、レッグは国王軍に加わったが、同年4月23日にウォリックシャー州サウザム（en）で起きた小競り合いの際に捕虜となった。レッグは庶民院の決定によってゲイトハウス監獄（en）に送られたが、10月4日頃に脱走し、オックスフォードで再び国王軍に加わった。以降、レッグはプリンス・ルパート（チャールズ1世の甥、後のカンバーランド公）の側近となり、ルパートが指揮した1643年4月のリッチフィールド攻城戦では負傷し再び捕虜となった。6月18日のチャルグローヴ・フィールドの戦いにおいては、戦場で一時的に捕虜となった。9月20日の第一次ニューベリーの戦いの後、チャールズ1世はレッグに装飾を施した湾曲刀を与え、レッグをナイトに叙することを望んだ。1644年5月19日、ルパートはレッグをチェスターの臨時総督に任じた。
1645年1月にサー・ヘンリー・ゲイジ（en）が死去し、レッグはその後任としてオックスフォード総督となった。ルパートからの5月7日の指令によって、周辺地域の駐屯地もバンベリーを除きすべて指揮することとなった。これに先んじる4月12日には、レッグは国王寝室宮内官（the grooms of the king's bedchamber）の一員に任命されていた。レッグがオックスフォード総督の任にあった1645年の5月から6月にかけて、オックスフォードはトーマス・フェアファクスの軍勢に包囲され、外部との連絡を妨害された。レッグはルパートとの結びつきが強かったために、ルパートがネイズビーの戦いに敗れブリストルであっさりと降伏する失態を犯すと、レッグも権限を奪われた。チャールズ1世がオックスフォードに戻るとレッグは解放され、国王の宮内官としての任に戻った。この機会を捉えてレッグは、チャールズ1世のルパートへの勘気の修復を図ろうとし、ルパートにはチャールズ1世に従うよう促した。
オックスフォードが陥落した後レッグは国外に逃れたが、1647年7月にイングランドへ戻り、議会軍に囚われの身となっていたチャールズ1世に仕えた。レッグはジョン・バークリー（en）やジョン・アッシュバーナム（en）と結んで、軟禁されていたハンプトン・コート宮殿からチャールズ1世を脱出させ、ワイト島への逃亡に同道し、片時も側を離れなかった。議会はロバート・ハモンド大佐（en）に、レッグと仲間2人を囚人としてロンドンへ送り返すよう命じたが、ハモンドの要請を受け入れて12月29日まではチャールズ1世の許に留まることを許した。レッグとアッシュバーナムは、その後も数ヶ月にわたってハンプシャー州に留まりチャールズ1世の逃亡を画策したが、結局翌1648年5月19日に捕まり、アランデル城（en）に幽閉された。9月2日、貴族院はニューポート条約（en）の際に国王に陪席したいとして釈放を求めたレッグの要求を却下した。
レッグは、議会に敵対する目的で武器を携帯しないことを約束して和解し、釈放された。チャールズ1世の息子チャールズ2世はレッグを直ちにアイルランドへ派遣したが、1649年7月にレッグは海上で捕らえられ、大逆罪に問われてエクセター城（en）に2年以上にわたって投獄された。1653年3月に国家に対して害を及ぼすことはしないという条件で、安全に国外へ出ることを許された。

### 王政復古
6年後の1659年3月11日、レッグはチャールズ1世殺しに直接関わった者たち以外の全ての反逆者に対して、協力すれば罪を赦すことを約束してよいとチャールズ2世から権限を任された5人の委員の1人となると再びイングランドに戻り、王党派による蜂起の準備に入り、その成功を楽観視していた。しかし9月30日からロンドン塔に投獄されてしまった。
翌1660年の王政復古に際して、チャールズ2世はレッグのために伯爵位を創設しようとしたが、レッグはこれを辞退した。代わりにチャールズ2世はかつての公職である国王寝室宮内官と造兵廠長官に復帰させ、軍需局副長官に任命した。中将となったレッグは兵站部の財務官の職も得、ハンプシャー州のアリス・ホルトの森（en）とウルマーの森（en）の王室御用林の副官職や、アイルランド西部ラウス県 の土地も国王から安堵され、妻への年金も与えられた。レッグは1661年から1670年まで、サウサンプトン選挙区から庶民院議員に選出された。
1670年10月13日、レッグはロンドン塔に近いミナリーズ（en）の自宅で死去し、ミナリーズのホリー・トリニティ教会（en）の北側の内陣の地下に埋葬された。
なお、レッグ大佐（Colonel Legge）と称されたこの人物は、1626年から1655年まで、王室府納戸部長官（keeper of the wardrobe）であった同時代の同名の人物（Mr. William Legge）と混同されることがある。

## 結婚と子孫
1642年3月2日、レッグは「後にやはり王党派の将校となったヘンリー・ワシントン大佐（Colonel Henry Washington）の姉妹」エリザベス・ワシントン（Elizabeth Washington、1616年頃 - 1688年）と結婚した。エリザベスの父サー・ウィリアム・ワシントン（Sir William Washington）は、アメリカ合衆国の初代大統領となったジョージ・ワシントンの高祖父にあたるローレンス・ワシントンの兄であり、エリザベスの母アン・ヴィリアーズ（Anne Villiers）はジェームズ1世のお気に入りであったバッキンガム公ジョージ・ヴィリアーズの腹違いの姉妹であった。レッグは妻エリザベスとの間に3男2女をもうけ、長男ジョージ・レッグ（en）は1682年に初代ダートマス男爵を授けられた。